# Erpetogomphus heterodon
Erpetogomphus heterodon – gatunek ważki z rodziny gadziogłówkowatych (Gomphidae). Występuje na terenie Ameryki Północnej i Ameryki Środkowej.